# Juan Guillermo Castillo
Juan Guillermo Castillo Iriart (né le 17 avril 1978 à Durazno) est ancien footballeur international uruguayen qui évoluait au poste de gardien de but.

## Biographie

### En club
Juan Guillermo Castillo commença sa carrière au Defensor SC, où il restera sept saisons. En 2008, il signe au CA Penarol. Non conservé, Castillo enchaînera les clubs en restant seulement une saison. Il part en 2009 pour le Brésil en signant à Botafogo puis en Colombie avec le Deportivo Cali et au Chili avec Colo-Colo. Il retrouva le championnat uruguayen en 2012 en signant au Liverpool FC. Puis alla au Danubio FC et CA Penarol avec une escale au Mexique en 2012 avec le club du Querétaro FC. Il repartit en Colombie en 2014 en signant au Deportivo Pasto puis chez les Patriotas en 2015. Il termina sa carrière en 2018 dans son pays natal après avoir joué avec le CA Juventud et le CA Fénix. 

### En sélection
Castillo fit son premier match avec l'Uruguay le 12 septembre 2007 lors d'un match amical contre l'Afrique du Sud pour un score de 0-0. Il participa notamment à la Coupe du monde 2010, aux Copa America 2007 et 2011 et à la Coupe des Confédérations 2013. 

## Palmarès

### En sélection
- Vainqueur de la Copa América (1) : en 2011 avec l'Uruguay.